# Pasja według św. Jana (BWV 245)
Pasja według św. Jana – wcześniejsza, jedna z dwóch pasji, jakie zachowały się w całości, autorstwa Johanna Sebastiana Bacha.
Powstała w ostatnim okresie jego twórczości, gdy zajmował stanowisko kantora przy Kościele św. Tomasza w Lipsku, na zamówienie rady miejskiej. Premiera odbyła się w 1724 w Wielki Piątek w Kościele św. Mikołaja w Lipsku. Przed następnym wykonaniem dzieła w 1727 Bach opracował ją na nowo i ta wersja wykonywana jest do dzisiaj.
Tekst pasji to w całości 2 rozdziały Ewangelii św. Jana: J 18,1-40 oraz J 19,1-42 (od pojmania Jezusa do złożenia Jego ciała do grobu po ukrzyżowaniu). Soliści: Ewangelista, Piotr, Jezus, Piłat oraz Chór.
Bach umieścił w pasji wiele arii i chorałów, które ilustrują śpiewaną ewangelię i określają uczucia kompozytora, będąc jakby jego modlitwą do Boga.
Pasja składa się z dwóch części. Jej mocną stroną jest dramatyzm, spójna konstrukcja i surowa prostota. Czas wykonania całości wynosi ok. 2 godziny.

## Architektura
Część pierwsza
| 1. Coro: Herr, unser Herrscher, dessen Ruhm in allen Landen herrlich ist!                                                                                                   | 1. Chór: Panie, nasz Władco, którego chwałę wielką głosi każda z ziem!                                                                                               |
| 2a. Evangelist, Jesus: Jesus ging mit seinen Jüngern über den Bach Kidron                                                                                                   | 2a. Ewangelista, Jezus: Jezus wyszedł z uczniami swymi za potok Cedron.                                                                                              |
| 2b. Coro: Jesum von Nazareth | 2b. Chór: Jezusa z Nazaretu |
| 2c. Evangelist, Jesus: Jesus spricht zu ihnen: Ich bin's. | 2c. Ewangelista, Jezus: Rzekł do nich Jezus: Ja jestem |
| 2d. Coro: Jesum von Nazareth | 2d. Chór: Jezusa z Nazaretu |
| 2e. Evangelist, Jesus: Jesus antwortete: Ich hab's euch gesagt, daß ich's sei                                                                                               | 2e. Ewangelista, Jezus: Jezus odrzekł: Powiedziałem wam, że Ja jestem                                                                                                |
| 3. Chorale: O große Lieb, o Lieb ohn alle Maße | 3. Chorale: O wielka Miłości, o Miłości bez miary |
| 4a. Evangelist, Jesus: Auf daß das Wort erfüllet würde | 4a. Ewangelista, Jezus: Stało się tak, aby się wypełniło słowo, które wypowiedział                                                                                   |
| 5. Chorale: Dein Will gescheh, Herr Gott, zugleich | 5. Chorale: Bądź wola Twoja, Panie Boże |
| 6. Evangelist: Die Schar aber und der Oberhauptmann | 6. Ewangelista: Wówczas kohorta oraz trybun razem ze strażnikami |
| 7. Aria (alto, oboes, continuo): Von den Stricken meiner Sünden | 7. Aria (alto, oboes, continuo): By z pęt grzechów moich |
| 8. Evangelist: Simon Petrus aber folgete Jesu nach | 8. Ewangelista: A szedł za Jezusem Szymon Piotr |
| 9. Aria (soprano, flutes [likely violins in 1724 version, as flutes were not known to be used in Leipzig yet], continuo): Ich folge dir gleichfalls mit freudigen Schritten | 9. Aria (soprano, flety bądź skrzypce w wersji z 1724, flety prawdopodobnie nie były jeszcze wtedy używane w Lipsku, continuo): I ja pójdę za Tobą radosnymi krokami |
| 10. Evangelist, Maid, Peter, Jesus, Servant: Derselbige Jünger war dem Hohenpriester bekannt                                                                                | 10. Ewangelista, służąca, Piotr, Jezus, sługa: Uczeń był znany arcykapłanowi                                                                                         |
| 11. Chorale: Wer hat dich so geschlagen | 11. Chorale: Kto zadał te razy Tobie, |
| 12a. Evangelist: Und Hannas sandte ihn gebunden zu dem Hohenpriester Kaiphas                                                                                                | 12a. Ewangelista: Następnie Annasz wysłał Go związanego do arcykapłana Kajfasza                                                                                      |
| 12b. Coro: Bist du nicht seiner Jünger einer? | 12b. Chór: Nie jesteś jednym z Jego uczniów? |
| 12c. Evangelist, Peter, Servant: Er leugnete aber: Ich bin's nicht. | 12c. Ewangelista, Piotr, sługa: On zaprzeczył mówiąc: Nie jestem |
| 13. Aria (tenor, strings, continuo): Ach, mein Sinn | 13. Aria (tenor, smyczki, continuo): Ach, myśli moja! |
| 14. Chorale: Petrus, der nicht denkt zurück, | 14. Chorale: Piotr na wszystko niepomny wypiera się Boga |

Część druga
| 15. Chorale: Christus, der uns selig macht | 15. Chorale: Chrystus, który zbawia nas |
| 16a. Evangelist, Pilate: Da führeten sie Jesum von Kaiphas vor das Richthaus                                                                   | 16a. Ewangelista, Piłat: Od Kajfasza zaprowadzili Jezusa do pretorium                                                                             |
| 16b. Coro: Wäre dieser nicht ein Übeltäter, wir hätten dir ihn nicht überantwortet.                                                            | 16b. Chór: Gdyby to nie był złoczyńca nie wydalibyśmy go Tobie.                                                                                   |
| 16c. Evangelist, Pilate: Da sprach Pilatus zu ihnen: So nehmet ihr ihn hin und richtet ihn nach eurem Gesetze.                                 | 16c. Ewangelista, Piłat: Piłat więc rzekł do nich: weźcie Go wy i osądźcie według swojego prawa                                                   |
| 16d. Coro: Wir dürfen niemand töten. | 16d. Chór: Nam nie wolno nikogo zabić |
| 16e. Evangelist, Pilate, Jesus: Auf daß erfüllet würde das Wort Jesu                                                                           | 16e. Ewangelista, Piłat, Jezus: Tak się miało spełnić słowo Jezusa                                                                                |
| 17. Chorale: Ach großer König, groß zu allen Zeiten                                                                                            | 17. Chorale: Ach, wielki Królu, wielki po wszystkie czasy                                                                                         |
| 18a. Evangelist, Pilate, Jesus: Da sprach Pilatus zu ihm: So bist du dennoch ein König?                                                        | 18a. Ewangelista, Piłat, Jezus: Piłat zatem powiedział do Niego: A więc jesteś królem?                                                            |
| 18b. Coro: Nicht diesen, sondern Barrabam! | 18b. Chór: Nie tego lecz Barabasza! |
| 18c. Evangelist, Pilate, Jesus: Barrabas aber war ein Mörder.                                                                                  | 18c. Ewangelista, Piłat, Jezus: A Barabasz był zbrodniarzem                                                                                       |
| 19. Arioso (bass, 2 viole d'amore, lute, continuo): Betrachte, meine Seel, mit ängstlichem Vergnügen                                           | 19. Arioso (bass, 2 viole d'amore, lute, continuo): Patrz, moja duszo, z bojaźliwą rozkoszą,                                                      |
| 20. Aria (tenor, 2 viole d'amore, continuo [likely only Violoncello and Keyboard]): Erwäge, wie sein blutgefärbter Rücken                      | 20. Aria (tenor, 2 viole d'amore, continuo [podobnie tylko wiolonczela i instrument klawiszowy]): Zważ, jak Jego plecy krwią splamione            |
| 21a. Evangelist: Und die Kriegsknechte flochten eine Krone von Dornen                                                                          | 21a. Ewangelista: A żołnierze uplótłszy koronę z cierni                                                                                           |
| 21b. Coro: Sei gegrüßet, lieber Jüdenkönig! | 21b. Chór: Bądź pozdrowiony Królu Żydowski! |
| 21c. Evangelist, Pilate: Und gaben ihm Backenstreiche.                                                                                         | 21c. Ewangelista, Piłat: I policzkowali Go. |
| 21d. Coro: Kreuzige, kreuzige! | 21d. Chór: Ukrzyżuj, ukrzyżuj! |
| 21e. Evangelist, Pilate: Pilatus sprach zu ihnen: Nehmet ihr ihn hin und kreuziget ihn; denn ich finde keine Schuld an ihm.                    | 21e. Ewangelista, Piłat: Rzekł do nich Piłat: Weźcie Go i sami ukrzyżujcie; Ja bowiem nie znajduję w Nim winy.                                    |
| 21f. Coro: Wir haben ein Gesetz, und nach dem Gesetz soll er sterben                                                                           | 21f. Chór: My mamy Prawo, a według Prawa powinien On umrzeć!                                                                                      |
| 21g. Evangelist, Pilate, Jesus: Da Pilatus das Wort hörete, fürchtet' er sich noch mehr                                                        | 21g. Ewangelista, Piłat, Jezus: Gdy Piłat usłyszał te słowa, uląkł się jeszcze bardziej.                                                          |
| 22. Chorale: Durch dein Gefängnis, Gottes Sohn muß uns die Freiheit kommen                                                                     | 22. Chorale: Twoje więzienie, Synu Boży wolność nam przyniesie                                                                                    |
| 23a. Evangelist: Die Jüden aber schrieen | 23a. Ewangelista: Żydzi jednak wołali i mówili:                                                                                                   |
| 23b. Coro: Lässest du diesen los, so bist du des Kaisers Freund nicht                                                                          | 23b. Chór: Jeżeli Go uwolnisz, nie jesteś przyjacielem Cezara                                                                                     |
| 23c. Evangelist, Pilate: Da Pilatus da Wort hörete, führete er Jesum heraus                                                                    | 23c. Ewangelista, Piłat: Gdy więc Piłat usłyszał te słowa, wyprowadził Jezusa na zewnątrz                                                         |
| 23d. Coro: Weg, weg mit dem, kreuzige ihn! | 23d. Chór: Precz, precz, ukrzyżuj Go ! |
| 23e. Evangelist, Pilate: Spricht Pilatus zu ihnen: Soll ich euren König kreuzigen?                                                             | 23e. Ewangelista, Piłat: Piłat rzekł do nich: Czyż Króla waszego mam ukrzyżować?                                                                  |
| 23f. Coro: Wir haben keinen König denn den Kaiser.                                                                                             | 23f. Chór: Poza Cezarem nie mamy króla. |
| 23g. Evangelist: Da überantwortete er ihn daß er gekreuziget würde.                                                                            | 23g. Ewangelista: Wtedy więc wydał Go im, aby Go ukrzyżowano.                                                                                     |
| 24. Aria (bass) e coro (with strings and continuo): Eilt, ihr angefochtnen Seelen                                                              | 24. Aria (bass) e coro (smyczki i continuo): Spieszcie, udręczone dusze.                                                                          |
| 25a. Evangelist: Allda kreuzigten sie ihn | 25a. Ewangelista: Tam Go ukrzyżowano |
| 25b. Coro: Schreibe nicht: der Jüden König | 25b. Chór: Nie pisz: Król żydowski |
| 25c. Evangelist, Pilate: Pilatus antwortet: Was ich geschrieben habe, das habe ich geschrieben.                                                | 25c. Ewangelista, Piłat: Piłat odpowiada: Com napisał, napisałem                                                                                  |
| 26. Chorale: In meines Herzens Grunde | 26. Chorale: Na dnie mojego serca |
| 27a. Evangelist: Die Kriegsknechte aber, da sie Jesum gekreuziget hatten, nahmen seine Kleider                                                 | 27a. Ewangelista: Żołnierze zaś, gdy ukrzyżowali Jezusa, wzięli Jego szaty                                                                        |
| 27b. Coro: Lasset uns den nicht zerteilen, sondern darum losen, wes er sein soll.                                                              | 27b. Chór: Nie rozdzierajmy jej, ale rzućmy o nią losy, do kogo ma należeć.                                                                       |
| 27c. Evangelist, Jesus: Auf daß erfüllet würde die Schrift                                                                                     | 27c. Ewangelista, Jezus: Tak się miały wypełnić słowa Pisma                                                                                       |
| 28. Chorale: Er nahm alles wohl in acht | 28. Chorale: O wszystkim pomyślał w ostatniej godzinie                                                                                            |
| 29. Evangelist, Jesus: Und von Stund an nahm sie der Jünger zu sich.                                                                           | 29. Ewangelista, Jezus: I od tej godziny uczeń wziął Ją do siebie.                                                                                |
| 30. Aria (alto, viola da gamba, continuo): Es ist vollbracht!                                                                                  | 30. Aria (alt, viola da gamba, continuo): Oto się wykonało!                                                                                       |
| 31. Evangelist: Und neiget das Haupt und verschied.                                                                                            | 31. Ewangelista: I skłoniwszy głowę oddał ducha.                                                                                                  |
| 32. Aria (bass) e coro ([Versions I-IV and revision] with string accompaniment, continuo): Mein teurer Heiland, laß dich fragen                | 32. Aria (bass) e coro (z akompaniamentem smyczkowym, continuo): Mój drogi Zbawco, pozwól zapytać                                                 |
| 33. Evangelist: Und siehe da, der Vorhang im Tempel zeriß in zwei Stück                                                                        | 33. Ewangelista: Patrzcie oto! Zasłona świątyni rozdarła się na dwoje z góry na dół                                                               |
| 34. Arioso (tenor, flutes [likely violins in Version I], oboes, continuo): Mein Herz, in dem die ganze Welt bei Jesu Leiden gleichfalls leidet | 34. Arioso (tenor, flutes [likely violins in Version I], oboes, continuo): Moje serce, razem z całym światem, z cierpiącym Jezusem również cierpi |
| 35. Aria (soprano, flute [likely violin in Version I], oboe da caccia, continuo): Zerfließe, mein Herze, in Fluten der Zähren                  | 35. Aria (soprano, flute [likely violin in Version I], oboe da caccia, continuo): Rozpłyń się moje serce w powodzi łez                            |
| 36. Evangelist: Die Jüden aber, dieweil es der Rüsttag war                                                                                     | 36. Ewangelista: Żydzi jednak, ponieważ był to dzień Przygotowania                                                                                |
| 37. Chorale: O hilf, Christe, Gottes Sohn | 37. Chorale: Wspomóż, Chryste, Synu Boży |
| 38. Evangelist: Darnach bat Pilatum Joseph von Arimathia                                                                                       | 38. Ewangelista: Potem poprosił Piłata Józef z Arymatei                                                                                           |
| 39. Coro: Ruht wohl, ihr heiligen Gebeine | 39. Chór: Słodko śpij święte doczesne ciało |
| 40. Chorale: Ach Herr, lass dein lieb Engelein                                                                                                 | 40. Chorale: Ach Panie, ześlij umiłowanego anioła                                                                                                 |

## Fragmenty z Ewangelii św. Mateusza
Bach dodał do Ewangelii św. Jana dwa fragmenty z Ewangelii św. Mateusza:
Mt 26,75 Wspomniał Piotr na słowo Jezusa, który mu powiedział: "Zanim kogut zapieje, trzy razy się Mnie wyprzesz". Wyszedł na zewnątrz i gorzko zapłakał.
Mt 27,51-52 A oto zasłona przybytku rozdarła się na dwoje z góry na dół; ziemia zadrżała i skały zaczęły pękać. Groby się otworzyły i wiele ciał Świętych, którzy umarli, powstało.